# Ağlasun
Ağlasun ist ein Landkreis und eine Kreisstadt im Osten der türkischen Provinz Burdur.

## Name
Ağlasun ist die osmanische Form des griechischen Namens Agalassos. Der Name geht zurück auf die hethitische Bezeichnung einer ersten Bergsiedlung namens Salawassa aus dem 14. Jahrhundert v. Chr. Im antiken Griechisch (Koine) wurde der Name zu Sagalassos (griechisch: Σαγαλασσός), im Neugriechischen zu Agalassos (griechisch: Αγαλασσός) verschliffen.

## Landkreis
Der Landkreis grenzt im Norden und Osten an die Provinz Isparta (zentraler Landkreis Isparta, Merkez), im Westen an den zentralen Landkreis (Merkez) Burdur, im Südwesten an den Kreis Çeltikçi und im Süden an den Kreis Bucak.
Zwei wichtige Straßen durchqueren den Landkreis: Die D 685 von Bucak, die über den 950 m hohen Köroğlu Beli Pass nach Isparta führt, sowie die Straße von Antalya nach Isparta, die den westlichen Landkreis streift. In die Provinzhauptstadt Burdur sind es 35 km.
Der 1958 gebildete Landkreis besteht neben der Kreisstadt (47,6 % der Kreisbevölkerung) noch aus neun Dörfern (Köy) mit einer Durchschnittsbevölkerung von 457 Einwohnern. Drei dieser Dörfer haben mehr Einwohner als der Durchschnitt: Yeşilbaşköy (1.379), Mamak (989) und Yazır (610 Einw.).

Flächenmäßig liegt der Landkreis an drittletzter Stelle in der Provinz, die Bevölkerungsdichte ist niedriger als der Provinzdurchschnitt. Die Einwohnerzahl erreichte 1990 mit 11.505 Einwohnern ihren Höchststand. Seitdem sinkt die Bevölkerungsrate kontinuierlich. 2020 waren es in Folge der Landflucht nur noch 7.854 Bewohner.
Das ganze Gebiet liegt über 1.000 m hoch. Im Norden des Kreises befindet sich das Akdağ-Gebirge, dessen höchster Gipfel 2.276 m aufragt. Nur kleine Bäche fließen durch den Landkreis, die alle in den Tuzlu çay (auch: Ağlasun çay) münden, der sich an der nordöstlichen Kreisgrenze in den Aksu ergießt. Das Zentrum des Landkreises ist die fruchtbare Mamak-Ebene (türkisch: Mamak ovası), in der Sauerkirschen, Walnüsse, Äpfel, Weizen, Mais und Rosen kultiviert werden. Zwei kleine Stauseen, der Ağlasun baraji und der Hisar baraji, sorgen für ausreichende Bewässerung. Es gibt keine nennenswerte Industrie, Hauptarbeitgeber sind die Landwirtschaft und in der Stadt Ağlasun etwas Tourismus. Ein wichtiger Arbeitgeber ist das staatliche Gefängnis in Ağlasun.

## Geschichte
Zur Vorgeschichte von Ağlasun siehe unter Sagalassos.
Zwischen 640 und 700 n. Chr. wurde Sagalassos sowie weitere kleinere Siedlungen im Tal wegen der zahlreichen arabischen Attacken aufgegeben. Lediglich die Reste eines befestigten Klosters aus dem 10. Jahrhundert wurde im Tal gefunden; dies wurde aber von den Seldschuken im 12. Jahrhundert zerstört. Aus dem 13. Jahrhundert ist bekannt, dass die Seldschuken die Seidenstraße von Konya nach Antalya reaktivierten und mehrere Rasthäuser (Han) errichteten, von denen aber nichts mehr erhalten ist. Nach dem Zusammenbruch des Rum-Seldschukenreiches übernahm das Fürstentum (türkisch: beylik) der Hamidoğulları aus Isparta die Macht. 1391/92 eroberte der osmanische Sultan Bayezid I. das Hamidoğulları Beylik. Nach der Niederlage Bayezids gegen die Mongolen unter Tamerlan wurden das Beylik wieder hergestellt. Erst 1472 konnte Sultan Mehmed II. die Gegend dauerhaft unter osmanische Herrschaft stellen. In osmanischen Aufzeichnungen aus den Jahren 1500–1501 wurde Ağlasun als Unterbezirk erwähnt, der aus neun Dörfern und einer Gemeinde bestand. Im 19. Jahrhundert gehörte Ağlasun zum Beylerbey (etwa: Provinz) Konya und zum Sandschak Burdur.
Nach der Gründung der Republik Türkei 1923 wurde Ağlasun der Provinz Burdur zugeteilt. 1958 wurde Ağlasun vom zentralen Landkreis (Merkez) Burdur abgetrennt und zu einem eigenen Landkreis.

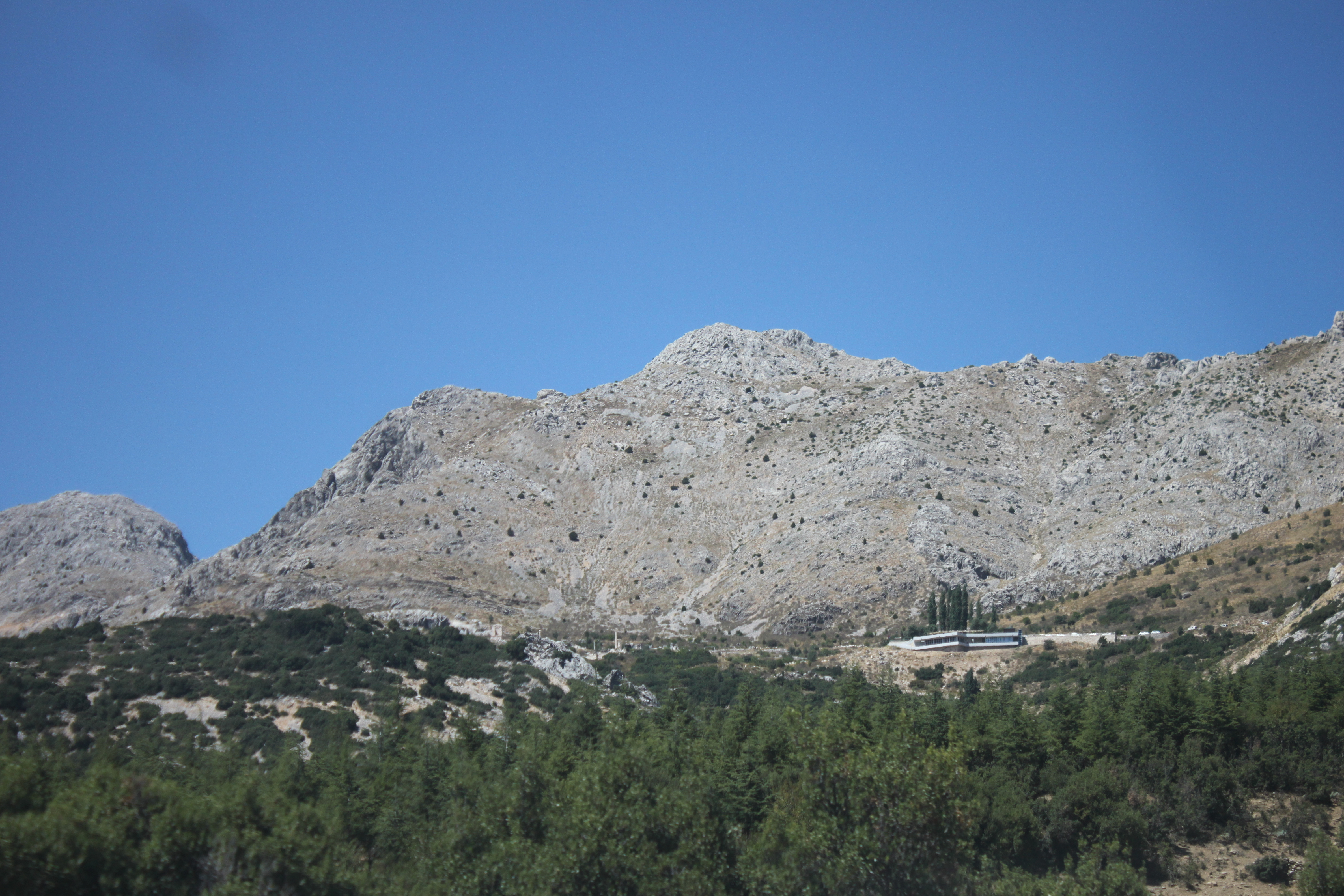
Blick von Ağlasun auf Sagalassos und den Akdağ (2.276 m).

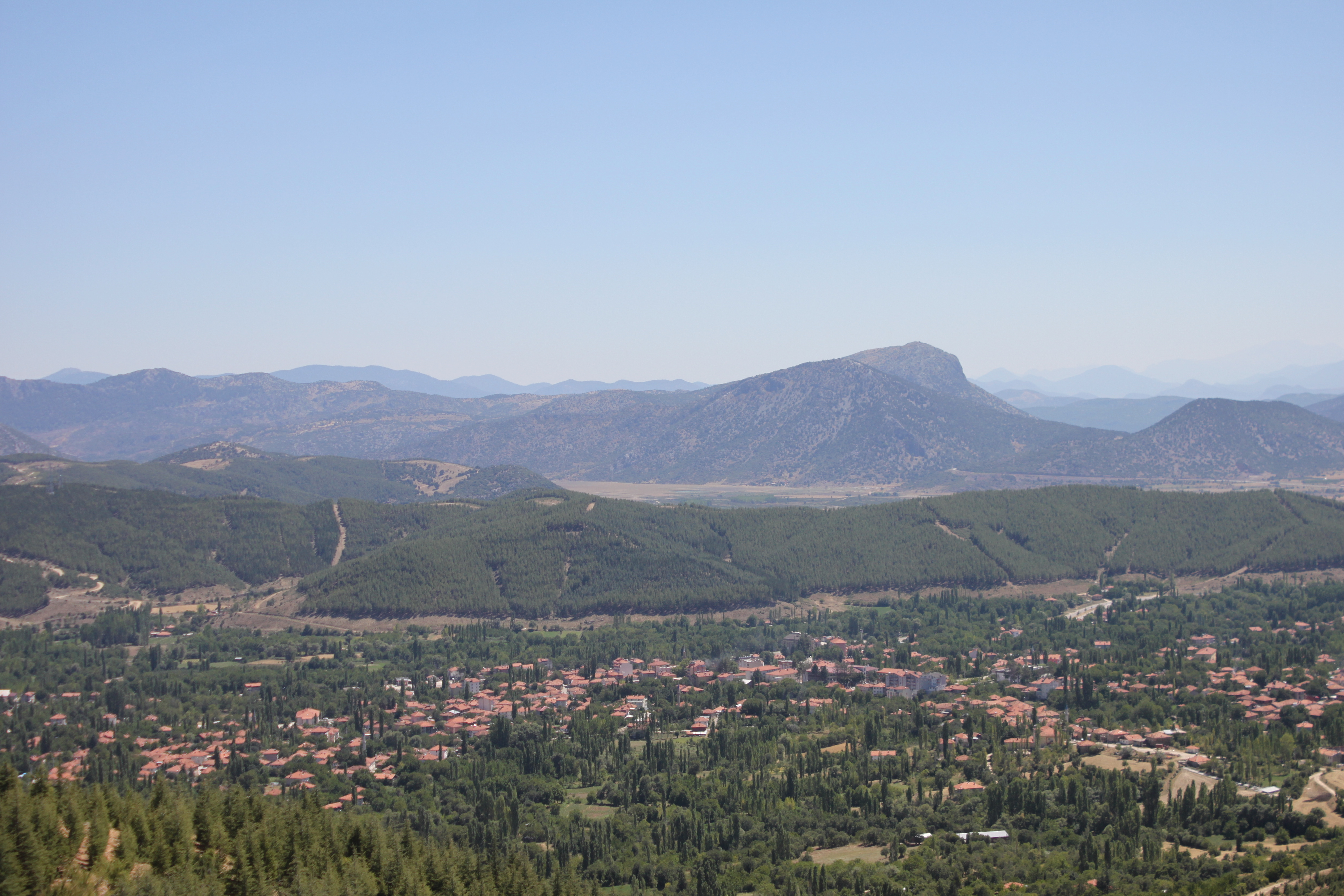
Blick auf Ağlasun von Sagalassos aus

## Sehenswertes
- Wenige Kilometer nördlich der Kreisstadt liegen am Hang des zum Taurusgebirge gehörenden Akdağ die Ruinen der hellenistischen Stadt Sagalassos.
- In Ağlasun steht am Platz der Republik ein ungefähr 1.000 Jahre alter Bergahorn mit einem Durchmesser von 3,30 Meter.